# Stratford (Wisconsin)
Pour les articles homonymes, voir Stratford.
Stratford est un village du comté de Marathon, dans l'État du Wisconsin, aux États-Unis. En 2020, il comptait une population de 1 581 habitants.